# Lou Courtney
Lou Courtney, all'anagrafe Louis Russell Pegues (Buffalo, 15 agosto 1943 – New York, 25 giugno 2021), è stato un cantante e produttore discografico statunitense, che ha avuto un discreto successo negli anni sessante e settanta.

## Biografia
Si diplomò alla scuola superiore nel 1962 e lo stesso anno lavorava già, come Lew Courtney, per l'etichetta Imperial. Ha anche lavorato a New York come cantautore usando il suo vero nome Louis Pegues, scrivendo, nel 1964, la canzone Ain't It the Truth per Chubby Checker e Mary Wells.
Insieme a Dennis Lambert ha scritto le canzoni pop Find My Way Back Home per il gruppo the Nashville Teens, Do the Freddie per Freddie and the Dreamers, e Up and Down per il gruppo The McCoys. Ha anche prodotto la prima canzone di Betty Mabry, The Cellar.
Nel 1966 viene scritturato dall'etichetta Riverside Records, e come Lou Courtney registra le prime canzoni dance, Skate Now e Do the Thing.
Nella seconda metà degli anni settanta crea un gruppo, Buffalo Smoke, noto per la versione funk del brano Stubborn Kind of Fella del 1976.

## Discografia

### Album
- 1967 - Shing-A-Ling (Riverside)
- 1974 - I'm in Need of Love (Epic)
- 1976 - Buffalo Smoke (RCA)

### Singoli
| Anno | Brano                     | Piazzamento in classifica | Piazzamento in classifica |
| Anno | Brano                     | US Pop                    | US R&B                    |
| ---- | ------------------------- | ------------------------- | ------------------------- |
| 1967 | Skate Now                 | 71                        | 13                        |
| 1967 | Do the Thing              | 80                        | 17                        |
| 1967 | You Ain't Ready           | -                         | 46                        |
| 1967 | Hey Joyce                 | -                         | 43                        |
| 1973 | What Do You Want Me To Do | -                         | 48                        |
| 1974 | I Don't Need Nobody Else  | -                         | 67                        |